# バスにおける子どもの置き去り事故
バスにおける子どもの置き去り事故（バスにおけるこどものおきざりじこ）では、バスにおいて発生した、子どもの置き去り事故ないし事件について述べる。

## 概要
2022年9月、牧之原幼稚園バス3歳女児死亡事件が発生すると、通園バス車内への園児の置き去りを防ぐ対策が急がれるようになった。家庭でも保護者と子どもが、万一の時に備えてクラクションを鳴らす等の訓練を行うなどした。また、事件を受けて静岡県が行った調査では、同県内の保育施設ではこれまでに3件の置き去りが発生していたことが明らかになった。この3件は重大な事故には至っていないが、同県は県内の全ての保育施設に対して現地調査を行うこととした。
スクールバスに乗っていた子どもが車内に置き去りにされる事故は、日本以外にアメリカ合衆国や大韓民国、ドイツなどの国でも発生している。欧米では車内に人がいることを感知するアプリなどの活用が進んでいるほか、韓国では警報音が鳴る装置を設置する対策が取られている場合がある。

## 事例
中間市保育園バス5歳児死亡事件
2021年7月29日、福岡県中間市の私立保育園「双葉保育園」で発生。園児1人が熱中症で死亡した。国はこの事件を受け、園児の安全管理の徹底を呼び掛ける通知を出した。
牧之原幼稚園バス3歳女児死亡事件
2022年9月5日、静岡県牧之原市の認定こども園「川崎幼稚園」で発生。園児1人が熱中症で死亡した。死亡した女児は心肺停止の状態で発見された際に上半身は裸で、所持していた水筒は空になっていた。同園は2021年の中間市の事件を受け、QRコードを用いた「登降園管理システム」を導入していた。
北海道での観光バス車内への小学生置き去り
2022年9月5日、旭川市立向陵小学校の5年生約50人が宿泊を伴う研修で深川市を訪問したが、観光バスより下車した際に引率教師2人が人数等の確認を怠り、寝ていた児童が30分ほど車内に置き去りの状態となった。目が覚めた児童は自分でバスから降りた。
青森県七戸町スクールバスでの中学生置き去り
2022年9月9日、青森県七戸町内の中学校に通う中学生が、下校時にスクールバスに置き去りにされた。当時バスには3人の生徒が乗っていたが、運転手は乗車人数を2人と勘違いしていた上、車内の確認を怠って施錠したため、寝ていた中学生が置き去りの状態になった。置き去りにされた中学生は約1時間後に目を覚まし、ドアの鍵を開けて自力で脱出した。なお、中学生の家族は警察に捜索願を提出していた。
糸満市デマンドバスでの小学生置き去り
2022年9月16日、沖縄県糸満市が運営するデマンドバス「いとちゃんmini」で、運転手が車内確認を怠り、10分にわたって小学生が取り残された。運転手はパネル操作を誤り、小学生が下車予定だった場所に停車せず、そのまま営業所に戻り車内確認をせずにバスを施錠した。施錠時に小学生は寝ていたが起きて置き去りに気づくと、母親と携帯電話で連絡を取り、クラクションを鳴らしたが気づく人はなかったため、最終的に手動式の窓から自力で脱出した。これを受けて沖縄総合事務局は、同県内のバス運行会社に置き去りを防止するよう対策を求める文書を発した。

## 対策

### 政府
政府は、牧之原市での事件を受けて2022年10月に再発防止策を作成した。その内容は大きく4つある。
1. 所在確認や安全装置の設置を義務付ける
2. 安全装置の仕様に関するガイドラインを国が作成する
3. 安全管理マニュアルを国が作成する
4. 総合経済対策に盛り込み、財政措置を講じる

安全装置の設置にかかる費用については、20万円程度を上限に全額補助する方針とした。

### 自治体
- 神奈川県相模原市は、通園バス車内に防犯ブザーを常備するよう呼びかけることを決定したが、市が行った実験では、バスのドアや窓が閉め切られた状態ではブザーの音が遠くまで聞こえないことがわかっており、まずは大人が置き去りを防ぐさまざまな行動が求められるとしている[5]。

### その他
- 東京都のNPO法人「フローレンス」（代表者：駒崎弘樹）は「置き去り防止装置」の義務化を求める署名活動を行い、通園バスへの置き去り防止装置の設置義務付けとそれに対する金銭的な支援を訴えた[5]。
- 政府では、バス送迎時等のこどもの所在確認やバスへの安全装置の装備の義務付け[19]等を内容とする緊急対策をとりまとめ、その着実な推進を図っており、このうち安全装置については、国土交通省において技術要件等をまとめたガイドラインを策定しており、このガイドラインに適合する装置のリストを内閣府が作成し、公開している[20]。